# M’Batto
M'Batto – miasto w Wybrzeżu Kości Słoniowej, w dystrykcie Lacs, w regionie Moronou, w departamencie M'Batto.